# Et menneske bliver til
Et menneske bliver til er en dansk portrætfilm fra 1998, der er instrueret af Lise Roos efter manuskript af Mikkel Bo.

## Handling
Det mest interessante er det almindelige, siger Lise Roos i dette filmiske selvportræt. Lise Roos nåede at lave mere end 40 film, de fleste dokumentarfilm om såkaldt almindelige mennesker, f.eks. serierne Familien Danmark, Frikvarteret og umiddelbart før sin død Fik du set det du ville?. I denne film fortæller Lise Roos om sit liv og arbejde, som kvinde, enlig mor og kunstner. Filmen rummer optagelser fra barndomshjemmet med blandt andre faderen, Karl Roos, der døde, da Lise var 10 år, samt optagelser fra de sidste år af instruktørens liv, hvor hun led af kræft i halsen. Filmen er færdiggjort efter Lise Roos' død i 1997 af hendes nærmeste samarbejdspartnere.